# Benz Dos-à-Dos
Der Benz Dos-à-dos (dt.: Rücken an Rücken) war der Nachfolger des großen Benz Patent-Motorwagens Victoria. Erstmals entfiel die bisher ausschließlich verwendete Bezeichnung Patent-Motorwagen.
Die Fahrzeuge waren ausschließlich mit Viertakt-Boxermotoren mit zwei Zylindern ausgestattet, die Benz Contra-Motoren nannte. Es gab unterschiedlich starke Motoren:
| Bauzeitraum | Hubraum  | Bohrung × Hub   | Leistung       | bei Drehzahl |
| ----------- | -------- | --------------- | -------------- | ------------ |
| 1899–1900   | 1710 cm³ | 100 mm × 110 mm | 5 PS (3,7 kW)  | 940 min−1    |
| 1899        | 2690 cm³ | 120 mm × 120 mm | 8 PS (5,9 kW)  | 920 min−1    |
| 1900        | 2690 cm³ | 120 mm × 120 mm | 9 PS (6,6 kW)  | 920 min−1    |
| 1901        | 2690 cm³ | 120 mm × 120 mm | 10 PS (7,4 kW) | 920 min−1    |

Die Wagen hatten Holzspeichenräder mit Vollgummi- oder Luftreifen und Starrachsen mit Vollelliptik-Blattfedern. Sie waren mit einem dreistufigen Vorgelegegetriebe mit Rückwärtsgang ausgestattet, das mit Ketten zu beiden Hinterrädern verbunden war. Zwischen 35 und 40 km/h Fahrgeschwindigkeit konnten höchstens erreicht werden.
Es gab verschiedene viersitzige Aufbauten, z. B. Dos-à-Dos, Mylord und Phaeton américain. Die Verkaufspreise lagen zwischen ℳ 3800,-- und ℳ 7800,--.